# 新加坡空军黑骑士飞行队

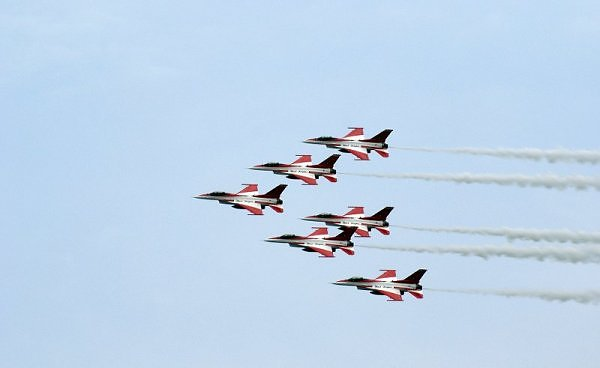
黑骑士飞行队进行特技飞行表演

新加坡空军黑骑士飞行队（英語：RSAF Black Knights）是该空军的官方特技飞行队，母港为登加空军基地，由六架F-16戰隼戰鬥機组成。黑骑士飞行队的徽章被标注在队内每架飞机的红色垂直尾翼上，而飞机两侧则均涂有飞行队的名称，以及红白两色（新加坡的国家象征色）的涂装。黑骑士飞行队常在新加坡国庆庆典中进行飞行展示。